# Beat Knoblauch
Beat Knoblauch (* 3. Mai 1944 in Zürich; † 30. Dezember 1975 in den Tessiner Alpen) war ein Schweizer Grafiker. Er war Entwerfer von Plakaten und von deutschen und französischen Briefmarken.

## Ausbildung und Beruf
Beat Knoblauch arbeitete nach einer Ausbildung zum Goldschmied zunächst im Bereich visuelle Gestaltung in Zürich. An der Hochschule für bildende Künste in Kassel studierte Knoblauch ab 1970 Grafikdesign und Kunstpädagogik.
Ab 1971 reichte Knoblauch Entwürfe zu Plakaten bei Wettbewerben ein. Von ihm entworfene Plakate waren auf den Plakat-Biennalen in Warschau zu sehen. Plakatentwürfe Knoblauchs für amnesty international errangen erste Preise. Beat Knoblauchs Briefmarkenentwürfe waren ebenfalls erfolgreich. Die erste deutsche Briefmarke nach seinem Entwurf erschien 1972; es folgten weitere von ihm entworfene Sondermarken und eine Dauerserie. Die letzten von ihm entworfenen Sondermarken erschienen 1976 nach seinem Tod. Auch die französische Post realisierte einen von seinen Entwürfen.
Beat Knoblauch war passionierter Bergsteiger und ausgebildeter Kletterer. Bei einer Wanderung mit seinem Bruder in den Tessiner Alpen verunglückte er tödlich.

## Briefmarkenentwürfe
Sondermarken, die Beat Knoblauch für die Deutsche Bundespost entworfen hat:
- Internationales Jahr des Buches, 1972
- Maximilian Kolbe, 1973
- 200. Geburtstag von Caspar David Friedrich, 1974
- 500 Jahre Landshuter Hochzeit 1475, 1975
- 100. Geburtstag von Carl Sonnenschein, 1976
- 200 Jahre Unabhängigkeit der Vereinigten Staaten von Amerika, 1976[1][3]

Unter den von Knoblauch entworfenen Briefmarken erreichten die Marken der Dauerserie «Industrie und Technik» die grösste Verbreitung. Paul Beer wirkte mit an ihnen als Berater zu Fragen der grafischen Technik. 1975 erschienen 13 Werte, ein weiterer 1976, wenige Wochen nach Knoblauchs Tod. Später wurde die Serie durch neun Werte mit Entwürfen teils von Knoblauch und Beer, teils anderer Briefmarkenkünstler fortgesetzt, die auf Knoblauchs Ideen zurückgriffen. Die Marken der Serie waren in Gebrauch, bis sie ab Ende 1986 durch die neue Dauerserie «Frauen der deutschen Geschichte» abgelöst wurden.
Für die französische Post entwarf Knoblauch ein Markenmotiv zur Briefmarkenausstellung ARPHILA 1975 in Paris. Das von einer internationalen Jury mit dem 1. Preis ausgezeichnete Motiv ist auf einer im März erschienenen Marke zu sehen und auf einer gleichartigen zu höherem Nennwert in einem Block drei Monate später. Die anderen prämierten Marken im Block stammen von Nandan Nagwekar, Cécile Guillame und Charles Bridoux.

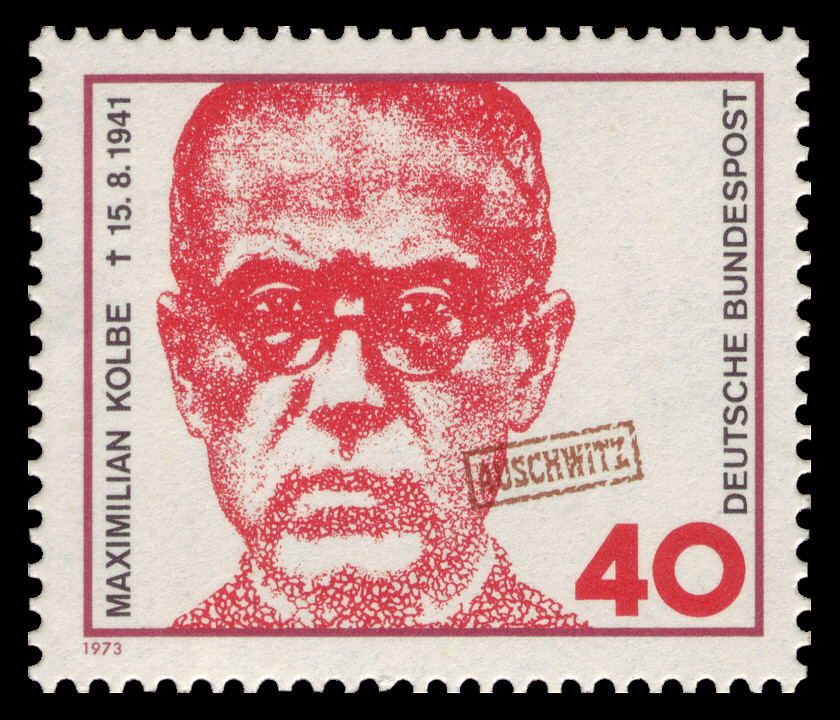
Maximilian Kolbe, 1973
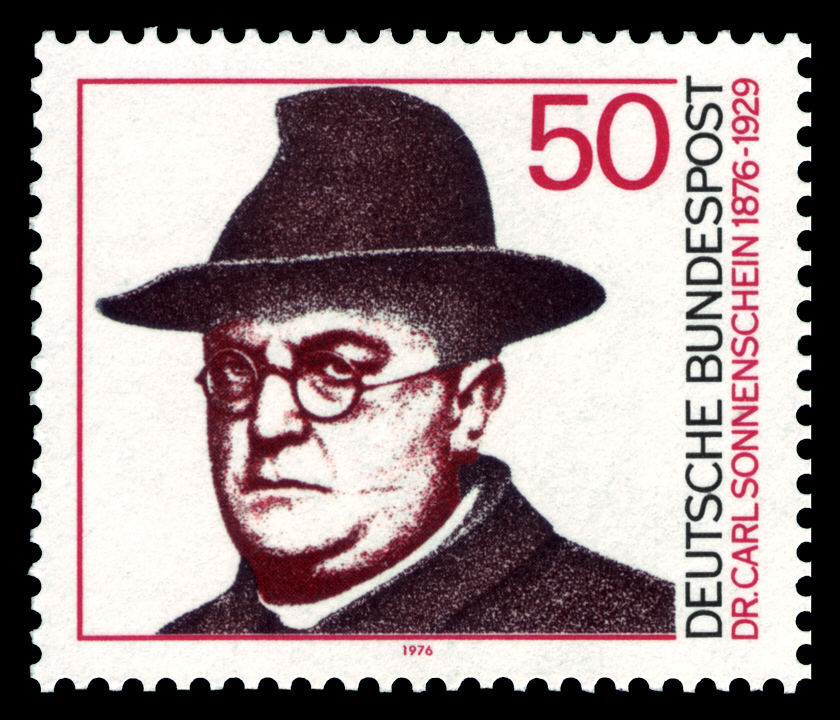
100. Geburtstag Carl Sonnenschein, 1976